# Park Narodowy Davenport Murchison
Park Narodowy Davenport Murchison – park narodowy w położony w północnej części Terytorium Północnego w Australii. Leży 1033 km na południowy wschód od miasta Darwin. Organem zarządzającym parkiem jest Komisja Parków i Dzikiej Przyrody Terytorium Północnego.